# هوگو ایبارا
هوگو ایبارا (اسپانیایی: Hugo Ibarra‎؛ زادهٔ ۱ آوریل ۱۹۷۴) بازیکن فوتبال اهل آرژانتین است. از باشگاه‌هایی که در آن بازی کرده‌است می‌توان به موناکو، پورتو، اسپانیول و بوکا جونیورز اشاره کرد. وی همچنین در تیم ملی فوتبال آرژانتین بازی کرده است.